# Lijst van landen in 1814
Hieronder volgt een lijst van landen van de wereld in 1814.

## Uitleg
- Onder het kopje Onafhankelijke landen zijn de landen in de wereld opgelijst die in 1814 onafhankelijk waren.
- Alle de facto onafhankelijke staten die niet, of slechts in zeer beperkte mate, door andere landen werden erkend, zijn weergegeven onder het kopje Niet algemeen erkende landen.
- De afhankelijke gebieden, dat wil zeggen gebieden die niet worden gezien als een integraal onderdeel van de staat waar ze afhankelijk van zijn, zoals vazalstaten, protectoraten en kolonies, zijn weergegeven onder het kopje Niet-onafhankelijke gebieden.
- De belangrijkste dynastieën binnen de Marathaconfederatie staan vermeld onder het kopje Dynastieën binnen de Marathaconfederatie en de in grote mate onafhankelijke onderdelen van het Mogolrijk zijn weergegeven onder het kopje Staten binnen het Mogolrijk.
- De zelfstandige koninkrijken van het Koninkrijk Bali zijn weergegeven onder het kopje Balinese koninkrijken.

## Staatkundige veranderingen in 1814
- 2 januari: Pruisisch-Russische bezetting van Danzig.
- 6 januari: Pruisische bezetting van Erfurt.
- 14 januari: Zweden staat Zweeds-Pommeren af aan Denemarken.
- 14 januari: einde van de personele unie tussen Denemarken en Noorwegen.
- 14 januari: Helgoland wordt een Britse kolonie.
- 14 januari: herstel van het Vorstendom Neuchâtel.
- 18 januari: onafhankelijkheid van de Republiek Ragusa.
- 27 januari: onafhankelijkheid van Porrentruy
- 28 januari: Oostenrijkse bezetting van de republiek Ragusa.
- 7 februari: oprichting van de republiek Gersau.
- 9 februari: onafhankelijkheid van Modena en Reggio.
- 18 maart: Deli wordt onafhankelijk van Siak.
- 24 maart: onafhankelijkheid van de Kerkelijke Staat.
- 30 maart: erkenning van de Britse claim over Malta.
- Maart: Oostenrijk bezet het vorstendom Benevento.
- 2 april: einde van het Eerste Franse Keizerrijk.
- 11 april: einde van het napoleontische koninkrijk Italië.
- 11 april: onafhankelijkheid van Parma en Piacenza.
- 11 april: stichting van het |soeverein Vorstendom Elba.
- 11 april: einde van het Franse protectoraat over San Marino.
- 14 april: instelling van het koninkrijk Frankrijk.
- 26 april: onafhankelijkheid van Genua.
- 27 april: onafhankelijkheid van Piombino en Toscane.
- 1 mei: het groothertogdom Würzburg wordt bij Beieren gevoegd.
- 30 mei: Malta wordt een Britse kroonkolonie.
- 31 mei: onafhankelijkheid van Hamburg.
- 6 juni: onafhankelijkheid van het hertogdom Guastalla.
- 17 juni: einde van de Oostenrijkse bezetting van Monaco.
- 20 juni: feitelijke einde van het Onderkoninkrijk van de Río de la Plata.
- Juli: onafhankelijkheid van Massa en Carrara.
- 13 augustus: Demerara-Essequibo en Berbice worden Britse kolonies.
- 8 september: einde van de de facto onafhankelijkheid van de Verenigde Staten van Venezuela.
- 8 oktober: einde van de Britse bezetting van Martinique.
- 12 oktober: het keurvorstendom Hannover wordt het koninkrijk Hannover.
- 4 november: Zweden krijgt de naam Zweden-Noorwegen.
- 7 december: einde van de Britse bezetting van Guadeloupe.
- 12 december: einde van de onafhankelijkheid van Cundinamarca.
- 26 december: de Britten nemen Genua in.
- Einde van de Franse bezetting van Napels.
- Het Graafschap Carpegna en het Vorstendom Scavolino worden weer onafhankelijk.

## Onafhankelijke landen

### A
| Korte landsnaam (Nederlands) | Lange landsnaam (Nederlands)                                    | Korte landsnaam (oorspronkelijke taal/talen) |
| ---------------------------- | --------------------------------------------------------------- | -------------------------------------------- |
| Abemama                      | Koninkrijk Abemama                                              | Kiribatisch: Abemama                         |
| Aboh                         | Koninkrijk Aboh                                                 | Yoruba: Obodo Eze                            |
| Abu Dhabi                    | Emiraat Abu Dhabi                                               | Arabisch: Abū Ẓabī / أبوظبي                  |
| Adrar                        | Emiraat Adrar                                                   | Arabisch: Adrar / ولاية آدرار                |
| Afghanistan                  | Emiraat Afghanistan (ook wel: Kabulistan / Rijk der Durraniden) | Dari en Pasjtoe: Afġānistān / افغانستان      |
| Agadez                       | Sultanaat Agadez (ook wel: Sultanaat Aïr)                       | Arabisch: Toeareg:                           |
| Agwe                         | Koninkrijk Agwe                                                 | Ewe: Agwe                                    |
| Ahom                         | Koninkrijk Ahom (ook wel: Koninkrijk Assam)                     | Assamees: আহোম ৰাজ্য                            |
| Ajman                        | Emiraat Ajman                                                   | Arabisch: ʿAǧmān / عجمان                     |
| Akure                        | Koninkrijk Akure                                                | Yoruba: Akure                                |
| Akwa Akpa                    | Akwa Akpa                                                       | Ibibio: Akwa Akpa                            |
| Akyem                        | Confederatie van Akyem-staten                                   | Twi: Akyem                                   |
| Alo                          | Alo (ook wel: Koninkrijk Tu'a of Koninkrijk Futuna)             | Futunisch: Tu'a                              |
| Amarro                       | Koninkrijk Amarro (ook wel: Amaro)                              | Sidamo: Amarro                               |
| Andorra                      | Vorstendom Andorra                                              | Catalaans, Frans en Spaans: Andorra          |
| Angoche                      | Sultanaat Angoche                                               | Ekoti: Angoche                               |
| Anhalt-Bernburg              | Hertogdom Anhalt-Bernburg                                       | Duits: Anhalt-Bernburg                       |
| Anhalt-Dessau                | Hertogdom Anhalt-Dessau                                         | Duits: Anhalt-Dessau                         |
| Anhalt-Köthen                | Hertogdom Anhalt-Köthen                                         | Duits: Anhalt-Köthen                         |
| Ankole                       | Koninkrijk Ankole (ook wel: Nkore)                              | Nkore: Nkore                                 |
| Anziku                       | Koninkrijk Anziku (ook wel: Teke / Tio / Tyo)                   |                                              |
| Aro                          | Confederatie van de Aro                                         | Igbo: Omu Aro                                |
| Asahan                       | Sultanaat Asahan                                                | Maleis: Asahan                               |
| Ashanti                      | Koninkrijk Ashanti                                              | Akan: Asanteman                              |
| Assinie                      | Koninkrijk Assinie                                              |                                              |
| Atjeh                        | Sultanaat Atjeh                                                 | Atjehs: Acèh                                 |
| Awsa                         | Afar Sultanaat Awsa                                             | Afar: Awsa                                   |

### B
| Korte landsnaam (Nederlands) | Lange landsnaam (Nederlands)                         | Korte landsnaam (oorspronkelijke taal/talen) |
| ---------------------------- | ---------------------------------------------------- | -------------------------------------------- |
| Baden                        | Groothertogdom Baden                                 | Duits: Baden                                 |
| Baguirmi                     | Sultanaat Baguirmi                                   | Baguirmi: Baguirmi                           |
| Bahawalpur                   | Bahawalpur                                           | Urdu: بہاولپور                               |
| Bahrein                      | Bahrein                                              | Arabisch: al-Bahrayn / البحرين               |
| Bajini                       | Sultanaat Bajini                                     | Comorees: Bajini                             |
| Bali                         | Koninkrijk Bali                                      | Balinees: Bali                               |
| Baltistan                    | Baltistan                                            | Balti: Baltiyul / བལྟིསྟན / بلتیول              |
| Bambao                       | Sultanaat Bambao                                     | Comorees: Bambao                             |
| Bambara                      | Rijk van de Bambara (ook wel: Bamana / Ségou / Segu) | Bambara:                                     |
| Bamum                        | Koninkrijk Bamum (ook wel: Bamoun)                   | Mbum: Bamum                                  |
| Banana Islands               | Banana Islands                                       | Engels: Banana Islands                       |
| Baol                         | Koninkrijk Baol                                      | Serer: Bawol                                 |
| Bara                         | Koninkrijk Bara                                      | Malagassisch: Bara                           |
| Barotseland                  | Koninkrijk Barotseland                               | Lozi: Bulozi                                 |
| Barra                        | Barra                                                | Mandinka: Niumi                              |
| Bawlake                      | Bawlake                                              | Kayah:                                       |
| Beieren                      | Koninkrijk Beieren                                   | Duits: Bayern                                |
| Benin                        | Koninkrijk Benin                                     | Edo: Edo                                     |
| Bhutan                       | Bhutan                                               | Dzongkha: Druk Yul / འབྲུག་ཡུལ་                 |
| Birma                        | Koninkrijk Birma (Konbaung-dynastie)                 | Birmaans:                                    |
| Biu                          | Koninkrijk Biu                                       | Bura-Pabir: Biu                              |
| Boechara                     | Emiraat Boechara (ook wel: Bukhara / Buchara)        | Oezbeeks: Buxoro / Бухоро Tadzjieks: Бухоро  |
| Boeganda                     | Koninkrijk Boeganda                                  | Luganda: Buganda                             |
| Boina                        | Koninkrijk Boina                                     | Malagassisch: Boina                          |
| Bonabele                     | Bonabele                                             | Duala: Bonabele                              |
| Bondu                        | Bondu                                                | Fula: Bundu Mandinka:                        |
| Bone                         | Bone (ook wel: Boni)                                 | Boeginees:                                   |
| Bono                         | Koninkrijk Bono                                      | Abron: Bonoman                               |
| Bora Bora                    | Koninkrijk Bora Bora                                 | Tahitiaans: Porapora                         |
| Bornu                        | Koninkrijk Bornu                                     | Kanuri: Bornu                                |
| Brakna                       | Emiraat Brakna                                       | Arabisch: Brakna / ولاية البراكنة            |
| Bremen                       | Vrije en Hanzestad Bremen                            | Duits: Bremen                                |
| Brunei                       | Staat Brunei                                         | Maleis: Brunei Darussalam / دارالسلام        |
| Brunswijk                    | Hertogdom Brunswijk                                  | Duits: Braunschweig                          |
| Bunyoro-Kitara               | Koninkrijk Bunyoro-Kitara                            | Nyoro: Bunyoro-Kitara                        |
| Burundi                      | Koninkrijk Burundi                                   | Kirundi: Burundi                             |
| Busoga                       | Koninkrijk Busoga                                    | Lusoga: Busoga                               |
| Buton                        | Sultanaat Buton (ook wel: Butung)                    | Cia-Cia: Moronene: Wolio:                    |

### C
| Korte landsnaam (Nederlands) | Lange landsnaam (Nederlands)                               | Korte landsnaam (oorspronkelijke taal/talen)          |
| ---------------------------- | ---------------------------------------------------------- | ----------------------------------------------------- |
| Carpegna (vanaf 1814)        | Graafschap Carpegna                                        | Italiaans: Carpegna                                   |
| Cayor                        | Koninkrijk Cayor                                           | Wolof: Kayor                                          |
| Chamba                       | Chamba                                                     | Chambeali:                                            |
| Chaubisi Rajya               | Chaubisi Rajya (ook wel: Chaubise Rajya / Chaubisye Rajya) | Nepalees:                                             |
| China                        | Keizerrijk van de Grote Qing                               | Mandarijn: Zhongguo / 中國 Mantsjoe: Dulimbai Gurun / |
| Chitral                      | Chitral                                                    | Khowar: Chitral                                       |
| Cospaia                      | Republiek Cospaia                                          | Italiaans: Cospaia                                    |

### D
| Korte landsnaam (Nederlands)          | Lange landsnaam (Nederlands)               | Korte landsnaam (oorspronkelijke taal/talen) |
| ------------------------------------- | ------------------------------------------ | -------------------------------------------- |
| Dahomey                               | Koninkrijk Dahomey                         | Fon: Danhome                                 |
| Damagaram                             | Sultanaat Damagaram                        | Hausa: Damagaram                             |
| Darfur                                | Sultanaat Darfur                           | Fur: Darfur                                  |
| Darvaz                                | Darvaz (ook wel: Darwaz / Darvoz / Darwoz) | Perzisch: Darvāz / درواز                     |
| Daura                                 | Daura                                      | Hausa: Daura                                 |
| Dauro                                 | Koninkrijk Dauro                           | Kaffa: Dauro                                 |
| Deli (vanaf 18 maart)                 | Sultanaat Deli                             | Maleis: Deli                                 |
| Denemarken (vanaf 14 januari)         | Koninkrijk Denemarken                      | Deens: Danmark                               |
| Denemarken-Noorwegen (tot 14 januari) | Koninkrijk Denemarken en Noorwegen         | Deens en Noors: Danmark–Norge                |
| Dendi                                 | Koninkrijk Dendi                           | Songhai: Dendi                               |
| Dosso                                 | Koninkrijk Dosso                           | Zarma: Doso                                  |

### E
| Korte landsnaam (Nederlands) | Lange landsnaam (Nederlands)                        | Korte landsnaam (oorspronkelijke taal/talen) |
| ---------------------------- | --------------------------------------------------- | -------------------------------------------- |
| Elba (vanaf 11 april)        | Soeverein Vorstendom Elba                           | Frans: Elbe Italiaans: Elba                  |
| Ethiopië                     | Keizerrijk Ethiopië (ook wel: Keizerrijk Abessinië) | Amhaars: ኢትዮጵያ / ʾĪtyōppyā                   |

### F
| Korte landsnaam (Nederlands)            | Lange landsnaam (Nederlands)                                                                         | Korte landsnaam (oorspronkelijke taal/talen) |
| --------------------------------------- | --- | -------------------------------------------- |
| Fezzan                                  | Sultanaat Fezzan                                                                                     |                                              |
| Fika                                    | Emiraat Fika                                                                                         | Bole: Fika                                   |
| Fouta Djallon                           | Koninkrijk Fouta Djallon (ook wel: Almamaat Timbo)                                                   | Fula: Fuuta Jallon                           |
| Fouta Toro                              | Koninkrijk Fouta Toro                                                                                | Fula: Fuuta Tooro                            |
| Frankfort                               | Vrije stad Frankfort                                                                                 | Duits: Frankfurt                             |
| (tot 6 april) Frankrijk (vanaf 6 april) | Franse Keizerrijk (tot 2 april) Frankrijk (van 2 tot 14 april) Koninkrijk Frankrijk (vanaf 14 april) | Frans: France                                |

### G
| Korte landsnaam (Nederlands)         | Lange landsnaam (Nederlands)                | Korte landsnaam (oorspronkelijke taal/talen) |
| ------------------------------------ | ------------------------------------------- | -------------------------------------------- |
| Garo                                 | Koninkrijk Garo (ook wel: Koninkrijk Bosha) | Sidama: Garo                                 |
| Geledi                               | Sultanaat Geledi                            | Arabisch: غوبرون Somalisch: Geledi           |
| Genua (van 26 april tot 26 december) | Meest Serene Republiek Genua                | Italiaans: Genova Ligurisch: Zêna            |
| Gera                                 | Koninkrijk Gera                             | Afaan Oromo: Gera                            |
| Gimirra                              | Koninkrijk Gimirra                          | Yemsa: Gimirra                               |
| Gliji                                | Gliji (ook wel: Genyigba)                   | Gen:                                         |
| Gomma                                | Koninkrijk Gomma                            | Afaan Oromo: Goma                            |
| Grand-Bassam                         | Koninkrijk Grand-Bassam                     | Moossou                                      |
| Griekwastad                          | Griekwastad                                 | Nederlands: Griekwastad                      |
| Guastalla (vanaf 6 juni)             | Hertogdom Guastalla                         | Italiaans: Guastalla                         |
| Gumel                                | Emiraat Gumel                               | Hausa: Gumel                                 |
| Gumma                                | Koninkrijk Gumma                            | Afaan Oromo: Gumma                           |

### H
| Korte landsnaam (Nederlands) | Lange landsnaam (Nederlands)                      | Korte landsnaam (oorspronkelijke taal/talen) |
| ---------------------------- | ------------------------------------------------- | -------------------------------------------- |
| Habr Yunis                   | Sultanaat Habr Yunis                              | Arabisch: هبر يونس Somalisch: Habar Yoonis   |
| Hamahame                     | Sultanaat Hamahame                                | Comorees: Hamahame                           |
| Hamamvu                      | Sultanaat Hamamvu                                 | Comorees: Hamamvu                            |
| Hambu                        | Sultanaat Hambu                                   | Comorees: Hambu                              |
| Hamburg (vanaf 31 mei)       | Vrije en Hanzestad Hamburg                        | Duits: Hamburg                               |
| Hannover                     | Keurvorstendom Hannover                           | Duits: Hannover                              |
| Harar                        | Emiraat Harar                                     | Ge'ez: Harar / ሐረር                           |
| Hawaï                        | Koninkrijk Hawaï                                  | Hawaïaans: Hawai'i                           |
| Hessen                       | Groothertogdom Hessen (ook wel: Hessen-Darmstadt) | Duits: Hessen                                |
| Hessen-Kassel                | Keurvorstendom Hessen                             | Duits: Kurhessen                             |
| Hohenzollern-Hechingen       | Vorstendom Hohenzollern-Hechingen                 | Duits: Hohenzollern-Hechingen                |
| Hohenzollern-Sigmaringen     | Vorstendom Hohenzollern-Sigmaringen               | Duits: Hohenzollern-Sigmaringen              |
| Huahine                      | Koninkrijk Huahine                                | Tahitiaans: Huahine                          |
| Huambo                       | Koninkrijk Huambo (ook wel: Wambu)                | Umbundu: Wambu                               |

### I
| Korte landsnaam (Nederlands) | Lange landsnaam (Nederlands)                                             | Korte landsnaam (oorspronkelijke taal/talen) |
| ---------------------------- | ------------------------------------------------------------------------ | -------------------------------------------- |
| Idoani                       | Confederatie Idoani                                                      | Yoruba: Idoani                               |
| Igala                        | Koninkrijk Igala (ook wel: Koninkrijk Idah)                              | Igala: Igala                                 |
| Igara                        | Koninkrijk Igara                                                         | Hororo: Igara                                |
| Igbirra                      | Igbirra (ook wel: Ebira)                                                 | Igbirra: Igbirra                             |
| Ijebu                        | Koninkrijk Ijebu (ook wel: Koninkrijk Jebu)                              | Yoruba: Ijebu                                |
| Ilé-Ifè                      | Koninkrijk Ilé-Ifè                                                       | Yoruba: Ilé—Ifẹ̀                              |
| Imerina                      | Koninkrijk Imerina (ook wel: Koninkrijk Merina / Koninkrijk Ambohimanga) | Plateaumalagasi: Imerina                     |
| Isedo                        | Koninkrijk Isedo                                                         | Yoruba: Ìsẹ̀dó                                |
| Itsandra                     | Sultanaat Itsandra                                                       | Comorees: Itsandra                           |
| Iwo                          | Koninkrijk Iwo                                                           | Yoruba: Iwo                                  |

### J
| Korte landsnaam (Nederlands) | Lange landsnaam (Nederlands)                    | Korte landsnaam (oorspronkelijke taal/talen) |
| ---------------------------- | ----------------------------------------------- | -------------------------------------------- |
| Jaintia                      | Koninkrijk Jaintia                              | Pnar:                                        |
| Jambi                        | Jambi                                           | Jambimaleis: Jambi                           |
| Janjira                      | Janjira                                         |                                              |
| Japan                        | Tokugawa-shogunaat                              | Japans: Nippon / 日本                        |
| Jimma                        | Koninkrijk Jimma                                | Ometo: Kaka Jima                             |
| Johor                        | Sultanaat Johor (ook wel: Sultanaat Johor-Riau) | Johormaleis: Johor                           |
| Jolof                        | Koninkrijk Jolof                                | Wolof: Jolof                                 |
| Joseon                       | Koninkrijk Groot Joseon                         | Koreaans: Chosŏn / 대조선국                  |

### K
| Korte landsnaam (Nederlands)      | Lange landsnaam (Nederlands)                                     | Korte landsnaam (oorspronkelijke taal/talen)                 |
| --------------------------------- | ---------------------------------------------------------------- | ------------------------------------------------------------ |
| Kaabu                             | Koninkrijk Kaabu (ook wel: Gabu / Ngabou / N’Gabu)               | Madninka: Kaabu                                              |
| Kaarta                            | Koninkrijk Kaarta                                                | Bambara: Kaarta                                              |
| Kabasarana                        | Kabasarana                                                       |                                                              |
| Kachari                           | Koninkrijk Kachari (ook wel: Koninkrijk Dimasa)                  | Assamees: কছাৰী ৰাজ্য                                            |
| Kaffa                             | Koninkrijk Kaffa                                                 | Kaffa: Kaffa                                                 |
| Kajara                            | Koninkrijk Kajara                                                | Kajara                                                       |
| Kalabari                          | Koninkrijk Kalabari                                              | Kalabari: Kalabari                                           |
| Kandy                             | Koninkrijk Kandy                                                 | Singalees: සිංහලේ රාජධානිය Tamil:                                  |
| Karagwe                           | Koninkrijk Karagwe                                               | Nyambo: Karagwe                                              |
| Kasanje                           | Koninkrijk Kasanje (ook wel: Koninkrijk Jaga)                    | Kasanzi                                                      |
| Kazembe                           | Koninkrijk Kazembe                                               | Bemba: Kazembe                                               |
| Kebbi                             | Emiraat Kebbi (ook wel: Emiraat Argungu)                         | Hausa: Kebbi                                                 |
| Kénédougou                        | Koninkrijk Kénédougou                                            | Maninka: Kenedugu                                            |
| Kerkelijke Staat (vanaf 24 maart) | Kerkelijke Staat (ook wel: Staat van de Kerk / Pauselijke Staat) | Italiaans: Stato Pontificio Latijn: Status Pontificius       |
| Ketu                              | Ketu (ook wel: Ketou)                                            | Yoruba: Ketu                                                 |
| Khairpur                          | Khairpur                                                         |                                                              |
| Khasso                            | Koninkrijk Khasso                                                | Fula: Xaaso                                                  |
| Kilwa                             | Sultanaat Kilwa                                                  | Swahili: Kilwa                                               |
| Kitangonya                        | Sjeikdom Kitangonya                                              | Kitangonya                                                   |
| Kokand                            | Kanaat Kokand (ook wel: Kanaat Farghana)                         | Perzisch: خوقند Russisch: Коканд                             |
| Kombo                             | Koninkrijk Kombo                                                 |                                                              |
| Kong                              | Koninkrijk Kong (ook wel: Wattara / Ouattara)                    | Dioula: Kong                                                 |
| Kongo                             | Koninkrijk Kongo                                                 | Kikongo: Kongo                                               |
| Konta                             | Koninkrijk Konta                                                 | Kaffa: Konta                                                 |
| Kooki                             | Koninkrijk Kooki                                                 | Kooki                                                        |
| Koya Temne                        | Koninkrijk Koya Temne                                            | Temne: Koya-Temne                                            |
| Kpa Mende                         | Confederatie Kpa Mende                                           | Mende: Kpaa Mende                                            |
| Krung Thep                        | Koninkrijk Krung Thep (ook wel: Koninkrijk Siam)                 | Thai:                                                        |
| Kuba                              | Koninkrijk Kuba (ook wel: Koninkrijk Bushongo)                   |                                                              |
| Kubu                              | Kubu                                                             |                                                              |
| Kunduz                            | Kanaat Kunduz                                                    | Dari: قندوز Oezbeeks: Kunduz Pasjtoe: کندز Tadzjieks: Қундуз |
| Kutai Kartanegara                 | Kutai Kartanegara                                                | Kutai:                                                       |
| Kutch                             | Kutch                                                            | Kutchi:                                                      |
| Kwararafa                         | Kwararafa                                                        | Jukun Takum:                                                 |

### L
| Korte landsnaam (Nederlands) | Lange landsnaam (Nederlands)             | Korte landsnaam (oorspronkelijke taal/talen) |
| ---------------------------- | ---------------------------------------- | -------------------------------------------- |
| La Dombe                     | Sultanaat La Dombe                       | Comorees:                                    |
| Laghouat                     | Laghouat                                 | Arabisch: الأغواط Berbers:                   |
| Lanao                        | Confederatie van Sultanaten in Lanao     | Maranao:                                     |
| Lete                         | Lete (ook wel: Balete)                   | Tswana: baLete                               |
| Liechtenstein                | Vorstendom Liechtenstein                 | Duits: Liechtenstein                         |
| Limmu-Ennarea                | Koninkrijk Limmu-Ennarea                 | Afaan Oromo: Limu-'Enarya                    |
| Lippe                        | Vorstendom Lippe                         | Duits: Lippe                                 |
| Loango                       | Koninkrijk Loango                        | Kikongo: Lwããgu                              |
| Luba                         | Koninkrijk Luba                          | Tshiluba: Luba                               |
| Lübeck                       | Vrije en Hanzestad Lübeck                | Duits: Lübeck                                |
| Lunda                        | Koninkrijk Lunda                         | Tshilunda: Lunda                             |
| Luuka                        | Luuka                                    | Lusoga: Luuka                                |
| Luwu                         | Koninkrijk Luwu (ook wel: Luwuq / Wareq) | Boeginees: Luwu / ᨒᨘᨓᨘ                         |

### M
| Korte landsnaam (Nederlands)        | Lange landsnaam (Nederlands)                                | Korte landsnaam (oorspronkelijke taal/talen) |
| ----------------------------------- | ----------------------------------------------------------- | -------------------------------------------- |
| Maguindanao                         | Sultanaat Maguindanao                                       | Arabisch:                                    |
| Majeerteen                          | Sultanaat Majeerteen (ook wel: Sultanaat Harti / Majerteen) | Arabisch: ماجرتين Somalisch: Majeerteen      |
| Mandara                             | Sultanaat Mandara (ook wel: Sultanaat Wandala)              | Mandara                                      |
| Manipur                             | Koninkrijk Manipur                                          |                                              |
| Mankessim                           | Koninkrijk Mankessim                                        | Fante: Mankessim                             |
| Maore                               | Sultanaat Maore (ook wel: Sultanaat Mawuti)                 | Comorees:                                    |
| Maradi                              | Maradi                                                      | Hausa: Maradi                                |
| Maratharijk                         | Marathaconfederatie                                         | Marathi: Marāṭhā Sāmrājya / मराठा साम्राज्य        |
| Maravi                              | Koninkrijk Maravi                                           | Nyanja:                                      |
| Marokko                             | Koninkrijk Marokko                                          | Arabisch: al-Maġrib / المغرب                 |
| Massa en Carrara (vanaf juli)       | Hertogdom Massa en Vorstendom Carrara                       | Italiaans: Massa e Carrara                   |
| Massina                             | Massina                                                     | Fula:                                        |
| Mataram                             | Sultanaat Mataram                                           | Javaans: Mataram                             |
| Maymana                             | Kanaat Maymana (ook wel: Maimana)                           | Perzisch: Maymana / میمنه                    |
| Mbaku                               | Sultanaat Mbaku                                             | Comorees: Mbaku                              |
| Mbude                               | Sultanaat Mbude                                             | Comorees: Mbude                              |
| Mbunda                              | Koninkrijk Mbunda                                           | Mbunda: Mbunda                               |
| Mecklenburg-Schwerin                | Hertogdom Mecklenburg-Schwerin                              | Duits: Mecklenburg-Schwerin                  |
| Mecklenburg-Strelitz                | Hertogdom Mecklenburg-Strelitz                              | Duits: Mecklenburg-Strelitz                  |
| Meliau                              | Sultanaat Meliau                                            | Meliau                                       |
| Menabe                              | Koninkrijk Menabe                                           | Sakalava-Malagasi:                           |
| Mitsamihuli                         | Sultanaat Mitsamihuli                                       | Comorees: Mitsamihuli                        |
| Modena en Reggio (vanaf 9 februari) | Hertogdom Modena en Reggio                                  | Italiaans: Modena e Reggio                   |
| Mogolrijk                           | Mogolrijk                                                   | Perzisch: Shāhān-e Moġul / حکومت مغلیاں      |
| Monaco (vanaf 17 juni)              | Vorstendom Monaco                                           | Frans: Monaco                                |
| Montenegro                          | Prinsbisdom Montenegro                                      | Servisch: Crna Gora / Црна Гора              |
| Mthethwa                            | Mthethwa                                                    | Zoeloe: Mthethwa                             |
| Muscat en Oman                      | Sultanaat Muscat                                            | Arabisch: Masqaṭ wa-‘Umān / مسقط وعمان       |

### N
| Korte landsnaam (Nederlands) | Lange landsnaam (Nederlands)                   | Korte landsnaam (oorspronkelijke taal/talen) |
| ---------------------------- | ---------------------------------------------- | -------------------------------------------- |
| Napels (vanaf 1814)          | Koninkrijk Napels                              | Italiaans en Napolitaans: Napoli             |
| Nassau                       | Hertogdom Nassau                               | Duits: Nassau                                |
| Ndwandwe                     | Ndwandwe                                       | Zoeloe: Ndwandwe                             |
| Ndzuwani                     | Sultanaat Ndzuwani                             | Comorees: Ndzuwani                           |
| Nederland                    | Soeverein Vorstendom der Verenigde Nederlanden | Nederlands: Nederland                        |
| Negeri Sembilan              | Negeri Sembilan Darul Khusus                   | Maleis: Negeri Sembilan / نڬري سمبيلن        |
| Nembe                        | Koninkrijk Nembe                               | Izon: Nembe                                  |
| Nepal                        | Koninkrijk Nepal                               | Nepalees: Nepal / नेपाल                        |
| Ngoyo                        | Koninkrijk Ngoyo                               | N'Goyo                                       |
| Niue-Fekai                   | Koninkrijk Niue-Fekai                          | Niuees: Niue-Fekai                           |
| Nshenyi                      | Koninkrijk Nshenyi                             | Hororo: Nshenyi                              |
| Nungu                        | Koninkrijk Nungu                               | Gurma: Nungu                                 |
| Nupe                         | Koninkrijk Nupe                                | Nupe: Nupe                                   |

### O
| Korte landsnaam (Nederlands)             | Lange landsnaam (Nederlands)                   | Korte landsnaam (oorspronkelijke taal/talen) |
| ---------------------------------------- | ---------------------------------------------- | -------------------------------------------- |
| Obwera                                   | Koninkrijk Obwera                              | Hororo: Obwera                               |
| Oke-Ila Orangun                          | Oke-Ila en Ila-Orangun (ook wel Ile-Yara)      | Yoruba: Òkè-Ìlá Òràngún                      |
| Okrika                                   | Koninkrijk Okrika                              | Kalabari: Okrika                             |
| Oldenburg                                | Hertogdom Oldenburg                            | Duits: Oldenburg                             |
| Ondo                                     | Koninkrijk Ondo                                | Yoruba: Ondo                                 |
| Onitsha                                  | Koninkrijk Onitsha                             | Igbo: Ọnịcha                                 |
| Oostenrijk                               | Keizerrijk Oostenrijk                          | Duits: Österreich                            |
| Orungu                                   | Koninkrijk Orungu                              | Myene:                                       |
| Osogbo                                   | Koninkrijk Osogbo                              | Yoruba: Oṣogbo                               |
| Ottomaanse Rijk (ook wel: Osmaanse Rijk) | Sublieme Ottomaanse Staat                      | Osmaans: عثمانلى دولتى / Osmanlı Devleti     |
| Ouaddaï                                  | Koninkrijk Ouaddaï (ook wel: Koninkrijk Wadai) | Maba:                                        |
| Owo                                      | Koninkrijk Owo                                 | Yoruba: Owo                                  |
| Oyo                                      | Koninkrijk Oyo                                 | Yoruba: Oyo                                  |

### P
| Korte landsnaam (Nederlands)       | Lange landsnaam (Nederlands)                              | Korte landsnaam (oorspronkelijke taal/talen) |
| ---------------------------------- | --------------------------------------------------------- | -------------------------------------------- |
| Paaseiland                         | Paaseiland                                                | Rapa Nui: Rapa Nui                           |
| Pagaruyung                         | Koninkrijk Pagaruyung (ook wel: Minangkabau / Malayapura) | Maleis:Pagar Ruyung Minangkabaus: Sanskriet: |
| Palembang                          | Sultanaat Palembang                                       | Musi:                                        |
| Papekat                            | Sultanaat Papekat                                         |                                              |
| Paraguay                           | Republiek Paraguay                                        | Spaans: Paraguay                             |
| Parma en Piacenza (vanaf 11 april) | Hertogdom Parma en Piacenza                               | Italiaans: Parma e Piacenza                  |
| Pasir                              | Sultanaat Pasir                                           |                                              |
| Pate                               | Sultanaat Pate                                            | Swahili:                                     |
| Perak                              | Sultanaat Perak                                           | Maleis: Perak / ڨيراق                        |
| Perzië                             | Perzische Rijk                                            | Perzisch: Irân / ایران                       |
| Piombino (vanaf 27 april)          | Vorstendom Piombino                                       | Italiaans: Piombino                          |
| Pontianak                          | Sultanaat Pontianak                                       | Pontianak                                    |
| Porto-Novo                         | Koninkrijk Porto-Novo                                     | Fon: Ajache Ipo                              |
| Portugal                           | Koninkrijk Portugal en de Algarve                         | Portugees: Portugal                          |
| Potiskum                           | Emiraat Potiskum                                          | Ngizim: Potiskum                             |
| Pruisen                            | Koninkrijk Pruisen                                        | Duits: Preußen                               |

### R
| Korte landsnaam (Nederlands)   | Lange landsnaam (Nederlands)                                     | Korte landsnaam (oorspronkelijke taal/talen)        |
| ------------------------------ | ---------------------------------------------------------------- | --------------------------------------------------- |
| Ragusa (van 18 tot 28 januari) | Republiek Ragusa (ook wel: Republiek Dubrovnik)                  | Italiaans en Latijn: Ragusa Kroatisch: Dubrovnik    |
| Raiatea                        | Koninkrijk Raiatea                                               | Tahitiaans: Ra'iatea                                |
| Rapa Iti                       | Rapa Iti (ook wel: Oparo)                                        | Rapan: Rapa Iti                                     |
| Ras al-Khaimah                 | Emiraat Ras al-Khaimah (ook wel: Ras al-Chaima)                  | Arabisch: Ras al-Khaimah / رأس الخيمة               |
| Reuss-Ebersdorf                | Vorstendom Reuss-Ebersdorf                                       | Duits: Reuß-Ebersdorf                               |
| Reuss-Lobenstein               | Vorstendom Reuss-Lobenstein                                      | Duits: Reuß-Lobenstein                              |
| Reuss oudere linie             | Vorstendom Reuss oudere linie                                    | Duits: Reuß ältere Linie                            |
| Reuss-Schleiz-Gera             | Vorstendom Reuss-Schleiz en Gera                                 | Duits: Reuß-Schleiz-Gera                            |
| Rey Bouba                      | Sultanaat Rey Bouba                                              |                                                     |
| Rimatara                       | Koninkrijk Rimatara                                              | Austral: Rimatara                                   |
| Rozwi                          | Rozwi (ook wel: Lozwi / Changamire / Botwa / Ukalanga / Karanga) | Kalanga:                                            |
| Rujumbura                      | Koninkrijk Rujumbura                                             | Rujumbura                                           |
| Rukiga                         | Koninkrijk Rukiga                                                | Rukiga: Rukiga                                      |
| Rurutu                         | Koninkrijk Rurutu                                                | Rurutisch: Rurutu                                   |
| Rusland                        | Keizerrijk Rusland (ook wel: Russische Rijk)                     | Russisch: Rossijskaja Imperija / Российская Империя |
| Rwanda                         | Koninkrijk Rwanda                                                | Kinyarwanda: Rwanda                                 |

### S
| Korte landsnaam (Nederlands) | Lange landsnaam (Nederlands)                                                    | Korte landsnaam (oorspronkelijke taal/talen) |
| ---------------------------- | ------------------------------------------------------------------------------- | -------------------------------------------- |
| Saksen-Coburg-Saalfeld       | Hertogdom Saksen-Coburg-Saalfeld                                                | Duits: Sachsen-Coburg-Saalfeld               |
| Saksen-Gotha-Altenburg       | Hertogdom Saksen-Gotha-Altenburg                                                | Duits: Sachsen-Gotha-Altenburg               |
| Saksen-Weimar-Eisenach       | Hertogdom Saksen-Weimar-Eisenach                                                | Duits: Sachsen-Weimar-Eisenach               |
| Saksen-Meiningen             | Hertogdom Saksen-Meiningen (ook wel: Hertogdom Saksen-Meiningen-Hildburghausen) | Duits: Sachsen-Meiningen                     |
| Saloum                       | Koninkrijk Saloum                                                               | Serer: Saluum                                |
| Samoa                        | Koninkrijk Samoa                                                                | Samoaans: Samoa                              |
| San Marino (vanaf 11 april)  | Republiek San Marino                                                            | Italiaans: San Marino                        |
| Sankul                       | Sjeikdom Sankul                                                                 | Sankul                                       |
| Sanwi                        | Koninkrijk Sanwi                                                                | Anyin: Sanwi                                 |
| Sardinië                     | Koninkrijk Sardinië (ook wel: Piëmont-Sardinië)                                 | Italiaans: Sardegna                          |
| Scavolino (vanaf 1814)       | Vorstendom Gattara-Scavolino                                                    | Italiaans: Scavolino                         |
| Schaumburg-Lippe             | Vorstendom Schaumburg-Lippe                                                     | Duits: Schaumburg-Lippe                      |
| Schwarzburg-Rudolstadt       | Vorstendom Schwarzburg-Rudolstadt                                               | Duits: Schwarzburg-Rudolstadt                |
| Schwarzburg-Sondershausen    | Vorstendom Schwarzburg-Sondershausen                                            | Duits: Schwarzburg-Sondershausen             |
| Selangor                     | Sultanaat Selangor Darul Ehsan                                                  | Maleis: Selangor / سلاڠور                    |
| Selimbau                     | Selimbau                                                                        | Maleis: Selimbau                             |
| Sennar                       | Funj-sultanaat Sennar (ook wel: Sultanaat Sinnar of Blauwe Sultanaat)           | Arabisch: السلطنة الزرقاء                    |
| Sharjah                      | Emiraat Sharjah                                                                 | Arabisch: Aš Šāriqah / الشارقة               |
| Sheka                        | Sheka                                                                           | Sheka                                        |
| Shenge                       | Shenge                                                                          | Shenge                                       |
| Shewa                        | Shewa (ook wel: Shoa / Shua / Showa / Shuwa)                                    | Afaan Oromo: Shawaa Amhaars: ሸዋ              |
| Shilluk                      | Koninkrijk Shilluk                                                              | Shilluk: Läg Cøllø                           |
| Siak                         | Sultanaat Siak Sri Indrapura                                                    | Maleis: Siak                                 |
| Sicilië                      | Koninkrijk Sicilië                                                              | Italiaans en Siciliaans: Sicilia             |
| Sigave                       | Koninkrijk Sigave (ook wel: Singave / Sigavé)                                   | Futunisch: Sigave                            |
| Sikh                         | Rijk van de Sikhs (ook wel: Punjab)                                             | Perzisch:                                    |
| Silat                        | Silat                                                                           | Maleis: Silat                                |
| Sindh                        | Sindh (Talpur-dynastie)                                                         | Sindhi: سنڌ Urdu: سندھ                       |
| Sine                         | Koninkrijk Sine (ook wel: Sin)                                                  | Serer: Siin                                  |
| Sjeberghan                   | Kanaat Sjeberghan (ook wel: Sheberghan / Shibarghan)                            | Perzisch: Shaburghān / شبرغان                |
| Sokoto                       | Kalifaat Sokoto                                                                 | Fula: Sokoto                                 |
| Spanje                       | Koninkrijk Spanje                                                               | Spaans: España                               |
| Sintang                      | Sitang                                                                          |                                              |
| Sulu                         | Sultanaat Sulu Dar al-Islam                                                     | Arabisch:                                    |
| Swaziland                    | Koninkrijk Swaziland                                                            | Swazi: Swaziland                             |

### T
| Korte landsnaam (Nederlands) | Lange landsnaam (Nederlands)                 | Korte landsnaam (oorspronkelijke taal/talen) |
| ---------------------------- | -------------------------------------------- | -------------------------------------------- |
| Tadjourah                    | Sultanaat Tadjourah                          | Afar: Tagórri                                |
| Tagant                       | Emiraat Tagant                               | Arabisch: Tagant / ولاية تكانت               |
| Tahiti                       | Koninkrijk Tahiti                            | Tahitiaans: Otaheiti                         |
| Tahuata                      | Koninkrijk Tahuata                           | Zuid-Marquesas: Tahuata                      |
| Tamatave                     | Koninkrijk Tamatave (ook wel: Betsimisaraka) | Malagassisch: Tamatave                       |
| Tawaeli                      | Tawaeli                                      | Kaili:                                       |
| Tawana                       | Tawana (ook wel: Batawana / Ngamiland)       | Tswana: baTawana                             |
| Tekna                        | Tekna-confederatie                           | Hassaniya: Tashelhiyt:                       |
| Tenkodogo                    | Tenkodogo                                    | More: Tenkodogo                              |
| Tonga                        | Tonga                                        | Tongaans: Tuʻi Tonga                         |
| Toscane (vanaf 27 april)     | Groothertogdom Toscane                       | Italiaans: Toscana                           |
| Touggourt                    | Sultanaat Touggourt                          |                                              |
| Trarza                       | Emiraat Trarza                               | Arabisch: Trarza / ولاية الترارزة            |
| Tumbatu                      | Sjeikdom Tumbatu                             | Tumbatu                                      |

### U
| Korte landsnaam (Nederlands) | Lange landsnaam (Nederlands)                 | Korte landsnaam (oorspronkelijke taal/talen) |
| ---------------------------- | -------------------------------------------- | -------------------------------------------- |
| Ubani                        | Koninkrijk Ubani (ook wel: Koninkrijk Bonny) | Ibibio: Okolo-Ama                            |
| Umm al-Qaiwain               | Emiraat Umm al-Qaiwain                       | Arabisch: Umm al Quwwayn / أمّ القيوين        |
| Unyanyembe                   | Unyanyembe                                   |                                              |

### V
| Korte landsnaam (Nederlands) | Lange landsnaam (Nederlands)                        | Korte landsnaam (oorspronkelijke taal/talen) |
| ---------------------------- | --------------------------------------------------- | -------------------------------------------- |
| Verenigd Koninkrijk          | Verenigd Koninkrijk van Groot-Brittannië en Ierland | Engels: United Kingdom                       |
| Verenigde Staten             | Verenigde Staten van Amerika                        | Engels: United States                        |
| Vietnam                      | Vietnamese Rijk                                     | Vietnamees: Việt Nam / 越南                  |

### W
| Korte landsnaam (Nederlands) | Lange landsnaam (Nederlands)             | Korte landsnaam (oorspronkelijke taal/talen)    |
| ---------------------------- | ---------------------------------------- | ----------------------------------------------- |
| Waalo                        | Koninkrijk Waalo (ook wel: Oualo)        | Wolof: Waalo                                    |
| Wajoq                        | Koninkrijk Wajoq (ook wel: Wajo / Wajok) | Boeginees: Wajoq / ᨓᨍᨚ                           |
| Walayta                      | Koninkrijk Walayta (ook wel: Welayta)    | Wolaytta: Walayta                               |
| Waldeck                      | Vorstendom Waldeck en Pyrmont            | Duits: Waldeck                                  |
| Wallis                       | Koninkrijk Wallis (ook wel: Uvea)        | Wallisiaans: 'Uvea                              |
| Wanga                        | Koninkrijk Wanga                         | Luhya: Wanga                                    |
| Warri                        | Koninkrijk Warri                         | Itsekiri: Warri                                 |
| Warsangali                   | Sultanaat Warsangali (ook wel: Gerad)    | Arabisch: سلطنة الورسنجلي Somalisch: Warsangeli |
| Washili                      | Sultanaat Washili                        | Comorees:Washili                                |
| Württemberg                  | Koninkrijk Württemberg                   | Duits: Württemberg                              |
| Würzburg (tot 1 mei)         | Groothertogdom Würzburg                  | Duits: Würzburg                                 |

### X
| Korte landsnaam (Nederlands) | Lange landsnaam (Nederlands) | Korte landsnaam (oorspronkelijke taal/talen) |
| ---------------------------- | ---------------------------- | -------------------------------------------- |
| Xiva                         | Kanaat Xiva                  | Oezbeeks: Xiva                               |

### Y
| Korte landsnaam (Nederlands) | Lange landsnaam (Nederlands)                    | Korte landsnaam (oorspronkelijke taal/talen) |
| ---------------------------- | ----------------------------------------------- | -------------------------------------------- |
| Yengar                       | Koninkrijk Yengar (ook wel: Koninkrijk Janjero) | Sidamo: Yengar                               |

### Z
| Korte landsnaam (Nederlands)        | Lange landsnaam (Nederlands)                   | Korte landsnaam (oorspronkelijke taal/talen)               |
| ----------------------------------- | ---------------------------------------------- | ---------------------------------------------------------- |
| Zuba                                | Zuba                                           | Hausa: Zuba                                                |
| Zweden (tot 4 november)             | Koninkrijk Zweden                              | Zweeds: Sverige                                            |
| Zweden-Noorwegen (vanaf 4 november) | Verenigde Koninkrijken van Zweden en Noorwegen | Deens en Noors: Norge og Sverige Zweeds: Sverige och Norge |
| Zwitserland                         | Zwitserse Bondsstaat                           | Duits: Schweiz Frans: Suisse Italiaans: Svizzera           |

## Andere landen

### Unie tussen Zweden en Noorwegen
De Unie tussen Zweden en Noorwegen was een personele unie, waarbij de koning van Zweden tevens koning van Noorwegen was. Noorwegen had binnen deze unie een grote mate van autonomie.
| Korte landsnaam (Nederlands) | Officiële landsnaam (Nederlands) | Korte landsnaam (oorspronkelijke taal/talen) |
| ---------------------------- | -------------------------------- | -------------------------------------------- |
| Noorwegen (vanaf 4 november) | Koninkrijk Noorwegen             | Deens en Noors: Norge                        |
| Zweden (vanaf 4 november)    | Koninkrijk Zweden                | Zweeds: Sverige                              |

### Landen binnen de grenzen van het Ottomaanse Rijk
In onderstaande lijst zijn staten opgenomen die lagen in het gebied dat officieel behoorde tot het Ottomaanse Rijk, maar waar het Ottomaanse Rijk geen zeggenschap had.
| Korte landsnaam (Nederlands) | Lange landsnaam (Nederlands)                                                | Korte landsnaam (oorspronkelijke taal/talen)                                 |
| ---------------------------- | --------------------------------------------------------------------------- | ---------------------------------------------------------------------------- |
| Aqrabi                       | Sjeikdom Aqrabi                                                             | Arabisch: 'Aqrabi / عقربي                                                    |
| Audhali                      | Sultanaat Audhali                                                           | Arabisch: al-ʿAwdhalī / العوذلي                                              |
| Bayda                        | Sultanaat Bayda (ook wel: Beda / Baidah)                                    | Arabisch: Al-Bayḍā / ٱلْبَيْضَاء                                                 |
| Beihan                       | Emiraat Beihan (ook wel: Bayhan)                                            | Arabisch: Bayḥān / بيحان                                                     |
| Dhala                        | Emiraat Dhala (ook wel: Dali / Dhali / Amiri)                               | Arabisch: aḍ-Ḍāliʿ / الضالع                                                  |
| Diriyah                      | Emiraat Diriyah (ook wel: Eerste Saoedische Staat)                          | Arabisch: ad-Dir‘iyya / الدرعية                                              |
| Fadhli                       | Sultanaat Fadhli                                                            | Arabisch: Faḍlī / فضلي                                                       |
| Haushabi                     | Sultanaat Haushabi                                                          | Arabisch: Al-Hawshabī / الحوشبي                                              |
| Kathiri                      | Sultanaat Kathiri                                                           | Arabisch: al-Kathīrī / الكثيري                                               |
| Koeweit                      | Sjeikdom Koeweit                                                            | Arabisch: al-Kuwayt / الكويت                                                 |
| Lahej                        | Sultanaat Lahej (ook wel: Sultanaat Abdali / Lahij)                         | Arabisch: Laḥij / لحج                                                        |
| Mahra                        | Mahrasultanaat Qishn en Socotra (ook wel: Mahrasultanaat Ghayda en Socotra) | Arabisch: Salṭanat Mahrah fī Qishn wa Suquṭrah / سلطنة المهرة في قشن و سقطرة |
| Manfuha                      | Sjeikdom Manfuha                                                            | Arabisch: Manfuha / منفوحة                                                   |
| Mukalla                      | Staat Mukalla                                                               | Arabisch: al-Mukallā / ٱلْمُكَلَّا                                                |
| Mutayr                       | Sjeikdom Mutayr                                                             | Arabisch: Mutayr / مطير                                                      |
| Neder-Aulaqi                 | Sultanaat Neder-Aulaqi                                                      | Arabisch: ʿAwlaqī al-Suflī / العوالق السفلى                                  |
| Neder-Yafa                   | Sultanaat Neder-Yafa                                                        | Arabisch: Yāfiʿ al-Suflā / يافع السفلى                                       |
| Opper-Aulaqi (sjeikdom)      | Sjeikdom Opper-Aulaqi                                                       | Arabisch: Mashyakhat al-ʿAwālaq al-ʿUlyā / مشيخة العوالق العليا              |
| Opper-Aulaqi (sultanaat)     | Sultanaat Opper-Aulaqi                                                      | Arabisch: Salṭanat al-ʿAwālaq al-ʿUlyā / سلطنة العوالق العليا                |
| Opper-Yafa                   | Staat Opper-Yafa (ook wel: Sultanaat Opper-Yafa)                            | Arabisch: Yāfiʿ al-ʿUlyā / يافع العليا                                       |
| Qasimiden                    | Imamaat van de Qasimiden (Imamaat Jemen / Imamaat van de Zaidieten)         | Arabisch:                                                                    |
| Shaib                        | Sjeikdom Shaib                                                              | Arabisch: Shuʿayb / شعيب                                                     |
| Shihr                        | Shihr                                                                       | Arabisch: Ash Shihr / الشحر                                                  |
| Subeihi                      | Sultanaat Subeihi                                                           | Arabisch: aṣ-Ṣubayḥī / الصبيحي                                               |
| Unayzah                      | Emiraat Unayzah (ook wel: Anayzah)                                          | Arabisch: Unaizah / عنيزة                                                    |
| Wahidi                       | Sultanaat Wahidi                                                            | Arabisch: Wāḥidī / واحدي                                                     |

### Landen binnen de grenzen van het Perzische Rijk
In onderstaande lijst zijn staten opgenomen die lagen in het gebied dat officieel behoorde tot Perzië, maar waarover Perzië weinig tot geen controle had.
| Korte landsnaam (Nederlands) | Officiële landsnaam (Nederlands)                            | Korte landsnaam (oorspronkelijke taal/talen)                              |
| ---------------------------- | ----------------------------------------------------------- | ------------------------------------------------------------------------- |
| Gazikumukh                   | Kanaat Gazikumukh (ook wel: Lak / Kazi-Kumukh / Qazi-Qumuq) | Lak: Gazigumukssa Khanlug Perzisch:                                       |
| Jerevan                      | Kanaat Jerevan                                              | Armeens: Yerevan / Երևան Azerbeidzjaans: İrəvan Perzisch: Īravān / ایروان |
| Maku                         | Kanaat Maku (ook wel: Kangarli)                             | Azerbeidzjaans: Maku Perzisch: Mākū / ماكو                                |
| Marand                       | Kanaat Marand (ook wel: Morand)                             | Azerbeidzjaans: Mərənd Perzisch: Marand / مرند                            |
| Nachitsjevan                 | Kanaat Nachitsjevan                                         | Azerbeidzjaans: Naxçivan Perzisch: خانات نخجوان                           |

### Autonome gebieden binnen de Marathaconfederatie
De soevereine vorst van de Marathaconfederatie was de chhatrapati van de Bhonsle-dynastie, gezeteld in Satara. De feitelijke macht was echter in handen van de peshwa (premier) van de Bhat-familie. Daarnaast hadden grote delen van het rijk een semi-autonome status. De belangrijkste dynastieën die deze gebieden bestuurden waren de Holkar van Indore, de Scindia van Gwalior en de Puar van Dewas, maar er waren vele andere semi-autonome gebieden.
| Korte landsnaam (Nederlands) | Status                                                                   | Korte landsnaam (oorspronkelijke taal/talen) |
| ---------------------------- | ------------------------------------------------------------------------ | -------------------------------------------- |
| Akalkot                      | Akalkot (ook wel: Akkalkot), onder bestuur van de Bhonsle-dynastie       | Marathi: अक्कलकोट                              |
| Bhopal                       | Bhopal, onder bestuurt van de Mirazikhel-dynastie                        | Perzisch: بوپال                              |
| Bhor                         | Bhor                                                                     | Marathi: भोर                                  |
| Daphlapur                    | Daphlapur (ook wel: Daflepur), onder bestuur van de Dafle-dynastie       | Marathi:                                     |
| Dewas Junior                 | Dewas Junior, onder bestuur van de Puar-dynastie                         | Marathi:                                     |
| Dewas Senior                 | Dewas Senior, onder bestuur van de Puar-dynastie                         | Marathi:                                     |
| Dhar                         | Dhar, onder bestuur van de Puar-dynastie                                 | Marathi: धार                                  |
| Gwalior                      | Gwalior (ook wel: Ujjain), onder bestuur van de Scindia-dynastie         | Marathi: ग्वाल्हेर                               |
| Indore                       | Indore, onder bestuur van de Holkar-dynastie                             | Marathi: इंदूर                                 |
| Jaso                         | Jaso (ook wel: Jassu)                                                    | Marathi:                                     |
| Jath                         | Jath (ook wel: Joth), onder bestuur van de Dafle-dynastie                | Marathi: जत                                  |
| Kurundvad                    | Kurundvad (ook wel: Kurandvad), onder bestuur van de Patwardhan-dynastie | Marathi:                                     |
| Miraj                        | Miraj, onder bestuur van de Patwardhan-dynastie                          | Marathi: मिरज                                 |
| Nagpur                       | Nagpur, onder bestuur van de Bhonsle-dynastie                            | Marathi: नागपूर                                |
| Phaltan                      | Phaltan, onder bestuur van de Nimbalkar-dynastie                         | Marathi: फलटण                                |
| Sangli                       | Sangli, onder bestuur van de Patwardhan-dynastie                         | Marathi: सांगली                                 |

### Staten binnen het Mogolrijk
Onderstaande staten behoorden officieel tot het Mogolrijk, maar waren daarvan in feite onafhankelijk.
| Korte landsnaam (Nederlands) | Status                                                 | Korte landsnaam (oorspronkelijke taal/talen)   |
| ---------------------------- | ------------------------------------------------------ | ---------------------------------------------- |
| Avadh                        | Koninkrijk Avadh (ook wel: Awadh / Oudh)               | Avadhi en Hindoestani: Avadha / अवध Urdu: اودھ |
| Banswara                     | Banswara                                               | Wagdi:                                         |
| Barwani                      | Barwani                                                | Hindoestani: Baḍwāni / बड़वानी                    |
| Bharatpur                    | Koninkrijk Bharatpur (ook wel: Jat Staat)              | Hindoestani: Bharatpur / भरतपुर                 |
| Bikaner                      | Bikaner                                                | Rajasthani: बिकाणो                                |
| Bundi                        | Bundi                                                  | Hindoestani: Būndī / बूंदी                        |
| Dungarpur                    | Dungarpur                                              | Wagdi:                                         |
| Jaipur                       | Jaipur                                                 | Hindi: Jayapur /जयपुर                           |
| Jaisalmer                    | Jaisalmer                                              | Rajasthani: जैसलमेर                              |
| Jodhpur                      | Jodhpur (ook wel: Marwar)                              | Rajasthani: जोधपुर Urdu: جودهپُور                 |
| Karauli                      | Karauli                                                | Hindi: करौली                                     |
| Kishangarh                   | Kishangarh                                             | Rajasthani:                                    |
| Kota                         | Kota (ook wel: Kotah)                                  | Rajasthani: कोटा                                 |
| Pratapgarh                   | Pratapgarh (ook wel: Pratabgarh)                       | Rajasthani:                                    |
| Sirohi                       | Sirohi                                                 | Rajasthani:                                    |
| Udaipur                      | Koninkrijk Udaipur (ook wel: Sisodia-dynastie / Mewar) | Mewari:                                        |

### Balinese koninkrijken
Het Koninkrijk Bali bestond uit diverse zelfstandige koninkrijken, waarbij de koning van Klungkung fungeerde als een primus inter pares. Ubud was een vazal van Gianyar en is niet apart weergegeven.
| Korte landsnaam (Nederlands) | Status                | Korte landsnaam (oorspronkelijke taal/talen) |
| ---------------------------- | --------------------- | -------------------------------------------- |
| Badung                       | Koninkrijk Badung     | Balinees: Badung                             |
| Bangli                       | Koninkrijk Bangli     | Balinees: Bangli                             |
| Buleleng                     | Koninkrijk Buleleng   | Balinees: Buleleng                           |
| Gianyar                      | Koninkrijk Gianyar    | Balinees: Gianyar                            |
| Jembrana                     | Koninkrijk Jembrana   | Balinees: Jembrana                           |
| Karangasem                   | Koninkrijk Karangasem | Balinees: Karangasem                         |
| Kesiman                      | Koninkrijk Kesiman    | Balinees: Kesiman                            |
| Klungkung                    | Koninkrijk Klungkung  | Balinees: Klungkung                          |
| Mengwi                       | Koninkrijk Mengwi     | Balinees: Mengwi                             |
| Pamecutan                    | Koninkrijk Pamecutan  | Balinees: Pamecutan                          |
| Tabanan                      | Koninkrijk Tabanan    | Balinees: Tabanan                            |

### Niet algemeen erkende landen
| Korte landsnaam (Nederlands)              | Lange landsnaam (Nederlands)           | Korte landsnaam (oorspronkelijke taal/talen)                     |
| ----------------------------------------- | -------------------------------------- | ---------------------------------------------------------------- |
| Couto Misto                               | Couto Misto                            | Galicisch: Couto Mixto Portugees: Couto Misto Spaans: Coto Mixto |
| Cundinamarca (tot 12 december)            | Cundinamarca                           | Spaans: Cundinamarca                                             |
| Franceville                               | Onafhankelijke Gemeenschap Franceville | Bislama en Frans: Franceville                                    |
| Haïti (republiek)                         | Haïti                                  | Frans: Haïti Haïtiaans-Creools: Ayiti                            |
| Haïti (koninkrijk)                        | Koninkrijk Haïti                       | Frans: Haïti Haïtiaans-Creools: Ayiti                            |
| Mombassa                                  | Sultanaat Mombassa                     | Arabisch: مومباسا                                                |
| Muskogee                                  | Staat Muskogee                         | Engels: Muskogee                                                 |
| Nieuw-Granada                             | Verenigde Provincies van Nieuw-Granada | Spaans: Nueva Granada                                            |
| Noorwegen (van 14 januari tot 4 november) | Koninkrijk Noorwegen                   | Noors: Norge                                                     |
| Porrentruy (vanaf 27 januari)             | Vorstendom Porrentruy                  | Frans: Porrentruy                                                |
| Venezuela (tot 8 september)               | Verenigde Staten van Venezuela         | Spaans: Venezuela                                                |

## Niet-onafhankelijke gebieden
Hieronder staat een lijst van afhankelijke gebieden.

### Niet-onafhankelijke gebieden van Ashanti
| Korte landsnaam (Nederlands) | Status     | Korte landsnaam (oorspronkelijke taal/talen) |
| ---------------------------- | ---------- | -------------------------------------------- |
| Denkyira                     | Vazalstaat | Akan: Denkyira                               |

### Niet-onafhankelijke gebieden van Benin
De Ekiti-koninkrijken waren onder andere Ado-Ekiti, Aramoko-Ekiti, Awo-Ekiti, Ikere en Ise-Ekiti. Deze stadstaten zijn niet apart weergegeven.
| Korte landsnaam (Nederlands) | Status      | Korte landsnaam (oorspronkelijke taal/talen) |
| ---------------------------- | ----------- | -------------------------------------------- |
| Ekiti-koninkrijken           | Vazalstaten | Yoruba:                                      |

### Britse niet-onafhankelijke gebieden
| Korte landsnaam (Nederlands)                   | Status                                                                 | Korte landsnaam (oorspronkelijke taal/talen)         |
| ---------------------------------------------- | ---------------------------------------------------------------------- | ---------------------------------------------------- |
| Alderney                                       | Brits Kroonbezit                                                       | Engels: Alderney Frans: Aurigny                      |
| Assiniboia                                     | Eigendom van de Hudson's Bay Company.                                  | Engels: Assiniboia (ook wel: Red River Settlement)   |
| Bahama's                                       | Kroonkolonie                                                           | Engels: Bahama Islands                               |
| Barbados                                       | Kolonie                                                                | Engels: Barbados                                     |
| Berbice (vanaf 13 augustus)                    | Kolonie                                                                | Engels: Berbice                                      |
| Bermuda                                        | Kroonkolonie                                                           | Engels: Bermuda                                      |
| Britse Bovenwindse Eilanden                    | Kolonie                                                                | Engels: Leeward Islands                              |
| Britse Goudkust                                | Overzees bezit, eigendom van de Company of Merchants Trading to Africa | Engels: Gold Coast                                   |
| Cape Bretoneiland                              | Kolonie                                                                | Engels: Cape Breton Island                           |
| Ceylon                                         | Kroonkolonie                                                           | Engels: Ceylon                                       |
| Columbia District                              | Overzees bezit                                                         | Engels: Columbia Distostrict                         |
| Demerara-Essequibo (vanaf 13 augustus)         | Kolonie                                                                | Engels: Demerara-Essequibo                           |
| Dominica                                       | Kolonie                                                                | Engels: Dominica                                     |
| Fort James                                     | Overzees bezit, eigendom van de Company of Merchants Trading to Africa | Engels: Fort James                                   |
| Gibraltar                                      | Overzees bezit                                                         | Engels: Gibraltar                                    |
| Grenada                                        | Kolonie                                                                | Engels: Grenada                                      |
| Guernsey                                       | Brits Kroonbezit                                                       | Engels: Guernsey Frans: Guernesey                    |
| Helgoland (vanaf 14 januari)                   | Kolonie                                                                | Engels: Heligoland                                   |
| Jamaica                                        | Kroonkolonie                                                           | Engels: Jamaica                                      |
| Jersey                                         | Brits Kroonbezit                                                       | Engels en Frans: Jersey                              |
| Kaapkolonie                                    | Kroonkolonie                                                           | Engels: Cape Colony Nederlands: Kaapkolonie          |
| Lord Howe-eiland                               | Overzees bezit                                                         | Engels: Lord Howe Island                             |
| Malta (vanaf 30 maart)                         | Overzees bezit (van 30 maart tot 30 mei) Kroonkolonie (vanaf 30 mei)   | Engels: Malta                                        |
| Man                                            | Bezit                                                                  | Engels: Isle of Man Manx-Gaelisch: Ellan Vannin      |
| Mary Ballcouts Eiland                          | Overzees bezit                                                         | Engels: Mary Ballcout's Island                       |
| Mauritius                                      | Kroonkolonie                                                           | Engels: Mauritius                                    |
| Miskitokoninkrijk                              | Protectoraat: Miskitokoninkrijk                                        | Engels: Mosquito Kingdom Miskito:                    |
| Neder-Canada                                   | Kolonie                                                                | Engels: Lower Canada                                 |
| Newfoundland                                   | Kolonie                                                                | Engels: Newfoundland                                 |
| Nieuw-Brunswijk                                | Kolonie                                                                | Engels: New Brunswick                                |
| Nieuw-Caledonië                                | Bestuurd door de Hudson's Bay Company                                  | Engels: New Caledonia                                |
| New South Wales                                | Kroonkolonie                                                           | Engels: New South Wales                              |
| Noordwestelijk Territorium                     | Eigendom van de Hudson's Bay Company                                   | Engels: North-Western Territory                      |
| Nova Scotia                                    | Kolonie                                                                | Engels: Nova Scotia                                  |
| Oost-Indië                                     | Gebied van de Britse Oost-Indische Compagnie                           | Engels: East India                                   |
| Opper-Canada                                   | Kolonie                                                                | Engels: Upper Canada                                 |
| Prins Edwardeiland                             | Kolonie                                                                | Engels: Prince Edward Island                         |
| Prins Edwardeilanden                           | Overzees bezit                                                         | Engels: Prince Edward Islands                        |
| Rupertland                                     | Eigendom van de Hudson's Bay Company.                                  | Engels: Rupert's Land                                |
| Saint Lucia                                    | Kolonie                                                                | Engels: Saint Lucia                                  |
| Saint Vincent                                  | Kolonie                                                                | Engels: Saint Vincent                                |
| Shenge                                         | Protectoraat                                                           | Engels: Shenge                                       |
| Sierra Leone                                   | Kolonie                                                                | Engels: Sierra Leone                                 |
| Sint-Helena                                    | Gebied van de Britse Oost-Indische Compagnie                           | Engels: Saint Helena                                 |
| Stikineterritorium                             | Overzees bezit                                                         | Engels: Stickeen Territories / Stikine Territory     |
| Tobago                                         | Kolonie                                                                | Engels: Tobago                                       |
| Trinidad                                       | Kolonie                                                                | Engels: Trinidad                                     |
| Zuid-Georgië en de Zuidelijke Sandwicheilanden | Overzees bezit                                                         | Engels: South Georgia and the South Sandwich Islands |

### Chinese niet-onafhankelijke gebieden
| Korte landsnaam (Nederlands) | Status                              | Korte landsnaam (oorspronkelijke taal/talen) |
| ---------------------------- | ----------------------------------- | -------------------------------------------- |
| Hunza                        | Vazalstaat: Hunza (ook wel: Kanjut) | Urdu: Hunza / ہنزہ                           |
| Ladakh                       | Vazalstaat van Tibet                | Ladakhi:                                     |
| Lanfang                      | Vazalstaat: Republiek Lanfang       | Mandarijn: Lánfāng Gònghéguó / 蘭芳共和國    |
| Tibet                        | Vazalstaat                          | Tibetaans: Bod / བོད་                         |

### Deense niet-onafhankelijke gebieden
| Korte landsnaam (Nederlands)      | Status                                                          | Korte landsnaam (oorspronkelijke taal/talen) |
| --------------------------------- | --------------------------------------------------------------- | -------------------------------------------- |
| Deense Goudkust                   | Kolonie                                                         | Deens: Den danske Guldkyst                   |
| Deens-Pommeren (vanaf 14 januari) | Kolonie                                                         | Deens: Forpommern                            |
| Groenland                         | Kolonie                                                         | Deens: Grønland                              |
| Holstein                          | Hertogdom Holstein, in personele unie met Denemarken verbonden  | Deens: Holsten Duits: Holstein               |
| IJsland                           | Kolonie                                                         | Deens: Ísland                                |
| Sleeswijk                         | Hertogdom Sleeswijk, in personele unie met Denemarken verbonden | Deens: Slesvig Duits: Schleswig              |

### Franse niet-onafhankelijke gebieden
| Korte landsnaam (Nederlands)  | Status                                            | Korte landsnaam (oorspronkelijke taal/talen)     |
| ----------------------------- | ------------------------------------------------- | ------------------------------------------------ |
| Benevento (tot maart)         | Vazalstaat: Vorstendom Benevento                  | Frans: Bénévent Italiaans: Benevento             |
| Crozeteilanden                | Overzees bezit                                    | Frans: Îles Crozet                               |
| Danzig (tot 2 januari)        | Protectoraat: vrije stad Danzig                   | Duits: Danzig Frans: Dantzig Pools: Gdańsk       |
| Erfurt (tot 6 januari)        | Vorstendom Erfurt, domein van de Franse keizer    | Duits en Frans: Erfurt                           |
| Franse Goudkust               | Overzees bezit                                    | Frans: Établissements français de la Côte-d'Or   |
| Guadeloupe (vanaf 7 december) | Kolonie                                           | Frans: Guadeloupe                                |
| Italië (tot 11 april)         | Vazalstaat: Koninkrijk Italië                     | Italiaans: Italia                                |
| Kerguelen                     | Overzees bezit                                    | Frans: Îles Kerguelen                            |
| Martinique (vanaf 8 oktober)  | Kolonie                                           | Frans: Martinique                                |
| Massa en Carrara (tot juli)   | Vazalstaat: Hertogdom Massa en Vorstendom Carrara | Italiaans: Massa e Carrara                       |
| Napels (tot 1814)             | Vazalstaat: Koninkrijk Napels                     | Italiaans en Napolitaans: Napoli                 |
| Saint-Paul en Amsterdam       | Overzees bezit                                    | Frans: Saint-Paul-et-Amsterdam                   |
| San Marino (tot 11 april)     | Protectoraat: Republiek San Marino                | Italiaans: San Marino                            |
| Zwitserland                   | Vazalstaat: Zwitserse Bondsstaat                  | Duits: Schweiz Frans: Suisse Italiaans: Svizzera |

### Niet-onafhankelijke gebieden van Janjira
| Korte landsnaam (Nederlands) | Status                                                                 | Korte landsnaam (oorspronkelijke taal/talen) |
| ---------------------------- | ---------------------------------------------------------------------- | -------------------------------------------- |
| Jafarabad                    | Jafarabad (ook wel: Jafrabad), in personele unie met Janjira verbonden | Gujarati: જાફરાબાદ                              |

### Japanse niet-onafhankelijke gebieden
| Korte landsnaam (Nederlands) | Status                        | Korte landsnaam (oorspronkelijke taal/talen)                    |
| ---------------------------- | ----------------------------- | --------------------------------------------------------------- |
| Riukiu                       | Vazalstaat: Koninkrijk Riukiu | Japans: Ryūkyū Ōkoku / 琉球王国 Riukiuaans: Rūchū-kuku / 琉球國 |

### Niet-onafhankelijke gebieden van Johor
| Korte landsnaam (Nederlands) | Status                       | Korte landsnaam (oorspronkelijke taal/talen) |
| ---------------------------- | ---------------------------- | -------------------------------------------- |
| Muar                         | Vazalstaat                   | Maleis: Muar                                 |
| Pahang                       | Vazalstaat: Sultanaat Pahang | Maleis: Pahang                               |

### Niet-onafhankelijke gebieden van Kutai
| Korte landsnaam (Nederlands) | Status                                   | Korte landsnaam (oorspronkelijke taal/talen) |
| ---------------------------- | ---------------------------------------- | -------------------------------------------- |
| Berau                        | Vazalstaat: Sultanaat Berau              | Maleis: Berau                                |
| Bulungan                     | Vazalstaat van Berau: Sultanaat Bulungan | Maleis: Bulungan / بولوڠن                    |

### Nederlandse niet-onafhankelijke gebieden
| Korte landsnaam (Nederlands) | Status                     | Korte landsnaam (oorspronkelijke taal/talen)               |
| ---------------------------- | -------------------------- | ---------------------------------------------------------- |
| Ahanta                       | Protectoraat               | Nederlands: Ahanta                                         |
| Nederlandse Goudkust         | Kolonie: Nederlands-Guinea | Nederlands: Nederlandsche Bezittingen ter Kuste van Guinea |

### Ottomaanse niet-onafhankelijke gebieden
Egypte en Tunis waren onderdelen van het Ottomaanse Rijk, maar hadden een grote mate van autonomie.
| Korte landsnaam (Nederlands) | Status                             | Korte landsnaam (oorspronkelijke taal/talen) |
| ---------------------------- | ---------------------------------- | -------------------------------------------- |
| Baban                        | Vazalstaat: Emiraat Baban          | Koerdisch:                                   |
| Badinan                      | Vazalstaat: Badinan                | Koerdisch:                                   |
| Bitlis                       | Vazalstaat: Vorstendom Bitlis      | Koerdisch:                                   |
| Botan                        | Vazalstaat: Emiraat Botan (Bokhti) | Koerdisch:                                   |
| Egypte                       | Eyalet Egypte                      | Arabisch: Miṣr / مِصر Osmaans: Mısır / میصیر  |
| Hakkari                      | Vazalstaat: Emiraat Hakkari        | Koerdisch:                                   |
| Moldavië                     | Vazalstaat: Vorstendom Moldavië    | Osmaans: Bogdan Roemeens: Moldova            |
| Şirvan                       | Vazalstaat: Emiraat Şirvan         | Koerdisch:                                   |
| Soran                        | Vazalstaat: Emiraat Soran          | Koerdisch:                                   |
| Svanetië                     | Vazalstaat: Vorstendom Svanetië    | Svanetisch:                                  |
| Taqali                       | Vazalstaat: Taqali                 | Taqali: Taqali                               |
| Tunis                        | Beylik Tunis                       | Arabisch: Osmaans:                           |
| Walachije                    | Vazalstaat: Vorstendom Walachije   | Osmaans: Bogdan Roemeens: Moldova            |

### Perzische niet-onafhankelijke gebieden
| Korte landsnaam (Nederlands) | Status                                       | Korte naam (oorspronkelijke taal/talen)                    |
| ---------------------------- | -------------------------------------------- | ---------------------------------------------------------- |
| Ardalan                      | Vazalstaat: Ardalan (ook wel: Erdalan)       | Koerdisch: Perzisch: Ardalān / اردلان                      |
| Maragha                      | Kanaat Maragha (ook wel: Maraqeh / Maragheh) | Azerbeidzjaans: ماراغا Perzisch: Marāgheh / مراغه          |
| Urmia                        | Vazalstaat: Kanaat Urmia                     | Azerbeidzjaans: Urmiya / اورمیه و Perzisch: Urmia / ارومیه |

### Portugese niet-onafhankelijke gebieden
| Korte landsnaam (Nederlands) | Status                | Korte landsnaam (oorspronkelijke taal/talen) |
| ---------------------------- | --------------------- | -------------------------------------------- |
| Azoren                       | Kapiteinsgeneraliteit | Portugees: Açores                            |
| Brazilië                     | Onderkoninkrijk       | Portugees: Brasil                            |
| Kaapverdië                   | Kolonie               | Portugees: Cabo Verde                        |
| Macau                        | Kolonie               | Portugees: Macau                             |
| Madeira                      | Kolonie               | Portugees: Madeira                           |
| Portugees-Indië              | Kolonie               | Portugees: Estado da Índia                   |
| Portugees-Oost-Afrika        | Kolonie               | Portugees: África Oriental Portuguesa        |
| Portugees-West-Afrika        | Kolonie               | Portugees: África Ocidental Portuguesa       |
| Sao Tomé en Principe         | Kolonie               | Portugees: São Tomé e Príncipe               |

### Russische niet-onafhankelijke gebieden
| Korte landsnaam (Nederlands) | Status                                                                      | Korte landsnaam (oorspronkelijke taal/talen)                                        |
| ---------------------------- | --------------------------------------------------------------------------- | ----------------------------------------------------------------------------------- |
| Abchazië                     | Protectoraat: Vorstendom Abchazië                                           | Abchazisch: Apsny / Аҧсны́ Russisch: Abkhazia / Абхазия                              |
| Akhty-Para                   | Confederatie Akhty-Para                                                     | Lezgisch: Russisch:                                                                 |
| Aqusha-Dargo                 | Confederatie Aqusha-Dargo                                                   | Lezgisch:                                                                           |
| Bukej-Horde                  | Vazalstaat: Kanaat van de Bukej-Horde                                       | Kazachs: Bökey Ordası / Бөкей Ордасы Russisch: Bukeyevskaya Orda / Букеевская Орда  |
| Derbent                      | Vazalstaat: Kanaat Derbent (ook wel: Derbend)                               | Azerbeidzjaans: Dərbənd Lezgisch: Кьвевар Russisch: Дербент                         |
| Elisu                        | Vazalstaat: Sultanaat Elisu (ook wel: Elisou / Ilisu)                       | Azerbeidzjaans: Georgisch: Russisch: Илису Tsachoerisch:                            |
| Finland                      | Grootvorstendom Finland, in personele unie met Rusland verbonden            | Fins: Suomi Russisch: Финляндия Zweeds: Finland                                     |
| Goeria                       | Protectoraat: Vorstendom Goeria                                             | Georgisch: Guria / გურია Russisch: Guria / Гурия                                    |
| Grote Horde                  | Protectoraat                                                                | Kazachs: Ulı jüz / Ұлы жүз                                                          |
| Jever                        | Heerlijkheid Jever                                                          | Duits: Jever                                                                        |
| Kaitag                       | Kaitag                                                                      | Dargiens: Koemuks: Russisch: Кайтагское уцмийство                                   |
| Karabach                     | Vazalstaat: Kanaat Karabach                                                 | Azerbeidzjaans: Qarabağ Russisch: Карабахское ханство                               |
| Kabardië                     | Vazalstaat: Vorstendom Kabardië (ook wel: Kabardije / Oost-Circassië)       | Kabardijns: Къэбэрдей Russisch: Кабарда                                             |
| Kleine Horde                 | Protectoraat                                                                | Kazachs: Kişi jüz / Кіші жүз                                                        |
| Mehtuli                      | Kanaat Mehtuli (ook wel: Dzhengutai / Jengutay)                             | Koemuks: Mahtulu xanlıq Russisch: Мехтулинское ханство                              |
| Middelste Horde              | Protectoraat                                                                | Kazachs: Orta jüz / Орта жүз                                                        |
| Mingrelië                    | Protectoraat: Vorstendom Mingrelië                                          | Mingreels:                                                                          |
| Qutqashen                    | Sultanaat Qutqashen (ook wel: Qabala)                                       | Azerbeidzjaans: Qutqaşen sultanlığı / Qəbələ mahalı Russisch: Куткашенский султанат |
| Russisch-Amerika             | Territorium van de Russisch-Amerikaanse Compagnie                           | Russisch: Russkaya Amerika / Русская Америка                                        |
| Shaki                        | Vazalstaat: Kanaat Shaki (ook wel: Sheki / Sjeki / Şəki / Shekin / Shakki)  | Azerbeidzjaans: Şəki Russisch: Sjeki / Шеки                                         |
| Shamakha                     | Vazalstaat: Kanaat Shamakha (ook wel: Şirvan / Shirwan / Shervan / Sjirvan) | Azerbeidzjaans: Russisch: Шемаха                                                    |
| Tabassaran                   | Vazalstaat: Vorstendom Tabassaran (ook wel: Tabasaran)                      | Russisch: Tabassaraans: Табасаран                                                   |
| Talysh                       | Vazalstaat: Kanaat Talysh (ook wel: Lankaran)                               | Azerbeidzjaans: Talış Russisch: Талышское ханство Talysh:                           |
| Tarki                        | Vazalstaat: Sjamchalaat Tarki                                               | Koemuks: Targhu / Таргъу Russisch: Тарки́                                            |

### Rwandese niet-onafhankelijke gebieden
| Korte landsnaam (Nederlands) | Status                                                        | Korte landsnaam (oorspronkelijke taal/talen) |
| ---------------------------- | ------------------------------------------------------------- | -------------------------------------------- |
| Buhoma                       | Vazalstaat: Koninkrijk Buhoma                                 | Kinyarwanda: Buhoma                          |
| Bukonja                      | Vazalstaat: Koninkrijk Bukonja                                | Kinyarwanda: Bukonja                         |
| Bukunzi                      | Vazalstaat: Koninkrijk Bukunzi (ook wel: Koninkrijk Mbirizi)  | Kinyarwanda: Bukunzi                         |
| Bushiru                      | Vazalstaat: Koninkrijk Bushiru                                | Kinyarwanda: Bushiru                         |
| Busozo                       | Vazalstaat: Koninkrijk Busozo                                 | Kinyarwanda: Busozo                          |
| Cyingogo                     | Vazalstaat: Koninkrijk Cyingogo (ook wel: Koninkrijk Kingogo) | Kinyarwanda: Cyingogo                        |
| Kibari                       | Vazalstaat: Koninkrijk Kibari                                 | Kinyarwanda: Kibari                          |
| Ruhengeri                    | Vazalstaat: Koninkrijk Ruhengeri                              | Kinyarwanda: Ruhengeri                       |

### Niet-onafhankelijke gebieden van Siak
| Korte landsnaam (Nederlands) | Status                        | Korte landsnaam (oorspronkelijke taal/talen) |
| ---------------------------- | ----------------------------- | -------------------------------------------- |
| Deli (tot 18 maart)          | Vazalstaat: Sultanaat Deli    | Maleis: Deli                                 |
| Langkat                      | Vazalstaat: Sultanaat Langkat | Maleis: Langkat                              |
| Serdang                      | Vazalstaat: Sultanaat Serdang | Maleis: Serdang                              |

### Siamese niet-onafhankelijke gebieden
Het Koninkrijk Besut Darul Iman was een vazal van Terengganu en is niet apart weergegeven. Perlis was onderworpen aan Kedah en is ook niet apart weergegeven. De semi-autonome stadstaten van Lanna (Chiang Rai, Lampang, Lamphun, Mae Hong Son, Nan en Phrae) zijn ook niet apart vermeld.
| Korte landsnaam (Nederlands) | Status                                                                                 | Korte landsnaam (oorspronkelijke taal/talen)                 |
| ---------------------------- | -------------------------------------------------------------------------------------- | ------------------------------------------------------------ |
| Cambodja                     | Vazalstaat: Koninkrijk Cambodja                                                        | Khmer: Kampuchéa / កម្ពុជា Siamees: Kạmphūchā / กัมพูชา           |
| Champasak                    | Vazalstaat: Koninkrijk Champasak                                                       | Laotiaans: Champasak / ຈຳປາສັກ Siamees:                       |
| Kedah                        | Vazalstaat: Sultanaat Kedah Darul Aman                                                 | Maleis: Kedah / قدح Siamees: Syburi / ไทรบุรี                  |
| Kelantan                     | Vazalstaat: Koninkrijk Kelantan Darul Naim                                             | Maleis: Kelantan / کلنتن Siamees: Kalantan                   |
| Lanna                        | Vazalstaat: Land van een Miljoen Rijstvelden (Koninkrijk Lanna / Koninkrijk Chiangmai) | Lanna en Siamees: อาณาจักรล้านนา                               |
| Patani                       | Siamese bezetting van Patani                                                           | Maleis: Patani Siamees: Pattani / ปัตตานี                      |
| Setul                        | Vazalstaat: Koninkrijk Setul Mambang Segara                                            | Maleis: Setul Siamees: Satun / สตูล                           |
| Terengganu                   | Vazalstaat: Sultanaat Terengganu Darul Iman                                            | Maleis: Tranung Siamees: Trangkanu / ตรังกานู                  |
| Vientiane                    | Vazalstaat: Koninkrijk Vientiane                                                       | Laotiaans: Wieng Chan / ວຽງຈັນ Siamees: Viang chan / เวียงจันทน์ |
| Xhieng Khuang                | Vazalstaat: Koninkrijk Xhieng Khuang (ook wel: Muang Phuan)                            | Laotiaans: Siamees:                                          |

### Niet-onafhankelijke gebieden van de Sikhs
| Korte landsnaam (Nederlands) | Status     | Korte landsnaam (oorspronkelijke taal/talen) |
| ---------------------------- | ---------- | -------------------------------------------- |
| Kotkhai                      | Vazalstaat |                                              |

### Niet-onafhankelijke gebieden van Sokoto
| Korte landsnaam (Nederlands) | Status                                              | Korte landsnaam (oorspronkelijke taal/talen)            |
| ---------------------------- | --------------------------------------------------- | ------------------------------------------------------- |
| Adamawa                      | Vazalstaat: Emiraat Adamawa                         | Fule: Lamorde Adamaawa / 𞤤𞤢𞤥𞤮𞤪𞤣𞤫 𞤢𞤣𞤢𞤥𞤢𞥄𞤱𞤢 Hausa: Adamawa |
| Bauchi                       | Vazalstaat: Emiraat Bauchi                          | Fula: Bauchi                                            |
| Daura                        | Vazalstaat: Emiraat Daura                           | Hausa: Daura                                            |
| Dutse                        | Vazalstaat: Emiraat Dutse                           | Fula: Dutse                                             |
| Gobir                        | Vazalstaat: Emiraat Gobir                           | Hausa: Gobir                                            |
| Gombe                        | Vazalstaat: Emiraat Gombe                           | Fula: Gombe                                             |
| Gwandu                       | Vazalstaat: Emiraat Gwandu                          | Hausa: Gwandu                                           |
| Hadejia                      | Vazalstaat: Emiraat Hadejia                         | Hausa: Haɗejiya                                         |
| Jama'are                     | Vazalstaat: Emiraat Jama'are                        | Fula: Jama'are                                          |
| Jema'a                       | Vazalstaat: Emiraat Jema'an Darroro                 | Jema'a                                                  |
| Kano                         | Vazalstaat: Emiraat Kano                            | Hausa: Kano                                             |
| Katagum                      | Vazalstaat: Emiraat Katagum                         | Fula: Katagum                                           |
| Katsina                      | Vazalstaat: Emiraat Katsina                         | Hausa: Katsina                                          |
| Keffi                        | Vazalstaat: Emiraat Keffi                           | Fula: Keffi                                             |
| Lafia                        | Vazalstaat: Lafia Beri-Beri                         | Kanuri: Lafia                                           |
| Liptako                      | Vazalstaat: Emiraat Liptako                         | Fula: Liptako                                           |
| Misau                        | Vazalstaat: Emiraat Misau                           | Hausa: Misau                                            |
| Yauri                        | Vazalstaat: Emiraat Yauri (ook wel: Emiraat Yawuri) | Hausa: Yauri                                            |
| Zamfara                      | Vazalstaat: Koninkrijk Zamfara                      | Hausa: Zamfara                                          |
| Zaria                        | Vazalstaat: Emiraat Zaria                           | Hausa: Zaria                                            |

### Spaanse niet-onafhankelijke gebieden
| Korte landsnaam (Nederlands)  | Status          | Korte landsnaam (oorspronkelijke taal/talen) |
| ----------------------------- | --------------- | -------------------------------------------- |
| Fernando Poo                  | Kolonie         | Spaans: Fernando Pó                          |
| Nieuw-Granada                 | Onderkoninkrijk | Spaans: Nueva Granada                        |
| Nieuw-Spanje                  | Onderkoninkrijk | Spaans: Nueva España                         |
| Peru                          | Onderkoninkrijk | Spaans: Perú                                 |
| Río de la Plata (tot 20 juni) | Onderkoninkrijk | Spaans: Río de la Plata                      |

### Vietnamese niet-onafhankelijke gebieden
| Korte landsnaam (Nederlands) | Status                                                         | Korte landsnaam (oorspronkelijke taal/talen) |
| ---------------------------- | -------------------------------------------------------------- | -------------------------------------------- |
| Champa                       | Vazalstaat: Koninkrijk Champa                                  | Vietnamees: Cham Pa                          |
| Luang Prabang                | Vazalstaat: Land van een miljoen olifanten en de witte parasol | Laotiaans:                                   |

### Zweedse niet-onafhankelijke gebieden
| Korte landsnaam (Nederlands)     | Status    | Korte landsnaam (oorspronkelijke taal/talen)      |
| -------------------------------- | --------- | ------------------------------------------------- |
| Sankt Bartholomeus               | Bezitting | Zweeds: Sankt Bartholomeus                        |
| Zweeds-Pommeren (tot 14 januari) | Bezitting | Duits: Schwedisch Pommern Zweeds: Svenska Pommern |

### Zwitserse niet-onafhankelijke gebieden
| Korte landsnaam (Nederlands) | Status                                                                             | Korte landsnaam (oorspronkelijke taal/talen)   |
| ---------------------------- | ---------------------------------------------------------------------------------- | ---------------------------------------------- |
| Genève                       | Zugewandte Orte: Stad en Republiek Genève                                          | Frans: Genève                                  |
| Gersau (vanaf 7 februari)    | Protectoraat: Republiek Gersau                                                     | Duits: Gersau                                  |
| Neuchâtel (vanaf 14 januari) | Vorstendom Neuchâtel, een Zwitsers kanton, in personele unie met Pruisen verbonden | Duits: Neuenburg Frans: Neuchâtel              |
| Wallis                       | Republiek Wallis                                                                   | Duits: Wallis Frans: Valais Italiaans: Vallese |